# Psilocybe jacobsii
Psilocybe jacobsii es una especie de hongo de la familia Hymenogastraceae. Solo se ha encontrado en México.

## Taxonomía
Psilocybe jacobsii fue descrita como nueva para la ciencia por el micólogo mexicano Gastón Guzmán, y la descripción publicada en la revista científica Beihefte zur Nova Hedwigia 74: 133 en 1983. Guzmán la ubica en la sección Stuntzii del género.